# Bruchware
Bruchware ist Ware, die während der Herstellung, des Verpackens oder des Handlings beschädigt wurde. Als Bruch bezeichnet man in der Kaufmannssprache zerbrochene minderwertige Ware.
Bruch zählt zu den kalkulatorischen Wagnissen, den sogenannten nicht fremdversicherbaren Risiken.
Maßnahmen zur Verwertung des Ausschusses sind: Verkauf als zweite Wahl, Reparatur und Wiederherstellen des vollwertigen Zustands, Verwendung als Ausgangsmaterial für neue Produkte, Nachbearbeiten und Verwenden als anderes Erzeugnis oder Verschrottung und Entsorgung als Abfall. Kürzere Transportwege sowie das Einsetzen von stabileren Verpackungseinheiten können das Anfallen von Bruchware reduzieren. Die Vermarktung sogenannter „B-Ware“ (Bruchware, Retourware) in eigenen Geschäften, über Fabrikverkauf, in Abholmärkten oder in Betriebsküchen geschieht zum Beispiel im Rahmen der Weitergabe von Lebensmitteln an soziale Einrichtungen bzw. Aufbau von Foodsharing.

## Bruchware bei Kaffee
Bruchbohnen, die beim Aufbereiten und Transport entstehen, sind den ganzen Kaffeebohnen gleichwertig; dies hat keine Auswirkungen auf das Röstaroma. Ein Kriterium bei der Qualitätsbeurteilung von Rohkaffee ist der Fehlbohnenanteil, der ausgelesen werden muss, da Fehlbohnen zum Teil ganze Partien geschmacklich verderben, zumindest aber das Aussehen des Kaffees mindern (unreife Samen, überfermentierte Bohnen, Frost- und Brechbohnen, insekten- und regenbeschädigte Bohnen sowie vertrocknete Bohnen). Sogenannte „Springer“ sind Fehlbohnen im Rohkaffee, die bei nasser Aufbereitung und künstlicher Trocknung durch Überhitzung aufplatzen. Sie fallen im Röstbild durch rötliche Färbung und den Austritt ätherischer Öle auf, was zu Ranzidität und Beeinträchtigung des Geschmacks führt.

## Bruchware bei Kakao
Kakaobohnen von hoher Qualität sind frei von schimmligen, insektenzerfressenen, gekeimten oder gebrochenen Bohnen. Gebrochene Kakaobohnen stellen zwar einen Qualitätsfehler dar. Ist jedoch von der Kakaobohne mehr als die Hälfte vorhanden, können sie ebenso wie verklebte Bohnen den ganzen Bohnen zugesetzt werden.
Beim Rösten ganzer Bohnen ist stets ein Anteil Kakaobohnenbruch vorhanden, infolge dessen sich ein Verlust an Kakaobutter ergibt. Kakaobohnen-Partien enthalten in gewissem Umfang Kakaobohnen unterschiedlicher Größen, sodass ein unterschiedlicher Rösteffekt zustande kommt. Wird die optimale Kakaobohnenröstung auf die Größe der mittleren Kakaobohnen ausgerichtet, „überhitzen“ die kleinen Bohnen, während die großen Kakaobohnen nicht genug Hitze abbekommen, um die Aromavorstufen aus der Fermentation vollständig umzusetzen. Vom Rösten ganzer Kakaobohnen geht man daher nach und nach ab und zur thermischen Behandlung von Kernbruch oder Kakaogrieß über.

## Bruchware bei kohlenhydratreichen Lebensmitteln
Beim mechanischen Schälen von Erbsen zerbrechen 30–50 % der Ernte; die halben Erbsen werden als Spalterbsen oder Spliterbsen billiger verkauft.
Mechanische Beschädigungen an Kartoffelknollen während der Ernte, Einlagerung, Auslagerung und Aufbereitung ermöglichen das Eindringen von Fäulniserregern in die Kartoffelknolle und führen zu Lagerverlusten und einem hohen Sortierabfall bis hin zum Totalverlust. Durch Dammanbau und Ernte mit dem Siebkettenroder mit gummierten Kettenelementen ist ein geringer prozentualer Gewichtsanteil an Bruchware bei Kartoffeln zu beobachten.
Um Teigwaren bruchfrei verpacken, lagern und transportieren zu können, wird auf die Zutaten und Beschaffenheit der Teige sowie auf die Nutzung von Vorratssilos geachtet, wo die Trocknungsspannungen in den Fertigprodukten vor dem Transport abgebaut werden können. Der Verkauf von Bruch-Teigwaren an eine Strafanstalt in Basel kann um das Jahr 1900 dokumentiert werden.

## Bruchware als Werkstoff
Bruchware aus der Keramikindustrie darf als Rohmaterial verwertet werden. Abfälle aus dem Brennprozess, also Bruchware, die nicht verwertet werden kann, dienen in anderen industriellen Prozessen als Ausgangsmaterial. Gebrochene  Ziegelsteine können z. B. als Substrat für die Dachbegrünung, für Tennisplätze oder als Zuschlagstoff für Spezialbeton verwertet werden.
Neue Produktvarianten für aufbereitete Keramik durch den Einsatz nicht nur ungebrauchter, sondern auch recycelter Sanitärkeramik als Sinterungs- und Magerungsmittel sind aus Fehl- und Bruchware denkbar.
Die Ausschuss- und Bruchware, die bei der Herstellung und Verarbeitung von Holzbeton-Steinen anfällt, wird so aufbereitet, dass sie je nach Zustand in einen der Abschnitte des Produktionskreislaufes wieder zurückgeführt werden kann.

## Bruchware in der Fleischwirtschaft
Bei der Brühwurstherstellung kann Bruchware von einwandfreier hygienischer Qualität wieder verarbeitet werden, um wirtschaftliche Verluste zu minimieren. Bei Brühwürsten der Spitzenqualität ist eine Wiederverarbeitung nach allgemeiner Verkehrsauffassung nicht üblich; bei Brühwürsten mittlerer Qualität nur in gewissem Umfang. Wenn die Wursthüllen vor der Wiederverarbeitung nicht entfernt werden, darf aus dem Rework nur Wurstware einfacher Qualität hergestellt und nur in einer Menge von 2 % verwendet werden.

## Bruchware in der Bierbrauerei
Bruchreis, der beim Schälen und Polieren anfällt, wird u. a. in der Bierbrauerei für glutenfreie Biere verwendet. Der Bruchreis muss dabei unbedingt zu Grieß vermahlen werden: je feiner die Körnung, desto besser die Verarbeitung beim Maischen. In Japan wird Bruchreis als Malzersatzstoff genommen.

## Bruchware in der Süßwarenindustrie
Bruchware von Walnüssen wird beispielsweise in Konditoreien, Bäckereien, Ölmühlen oder in der Speiseeisindustrie verwendet. Ebenso werden Mandelbruch und zerkratzte Mandelkerne z. B. für Konfekt oder zur weiteren Verarbeitung wie Blanchieren, Zermahlen, Rösten, Schnitt und Splitterschnitt verwendet.
Schokolade, Süßwaren, Kekse und Gebäck werden als Bruchware angeboten. Die Ware ist abgesehen von der Form intakt und wird als B-Ware günstiger verkauft bzw. angekauft.
Die Schokolade verarbeitende Industrie setzt innovative Maschinen ein, um die während der Herstellung von Schokoladenprodukten entstehende Fehlware gering zu halten. Bei der sogenannten Rework-Ware, die nicht ausgeliefert wird, handelt es sich um Bruchware oder um Ware, die durch Produktionsstörungen entsteht. So wird beispielsweise in der Produktion von KitKat ein überarbeiteter Schritt (ein sogenanntes Rework) in den Herstellungsprozess integriert, der beim Verpacken der Riegel stattfindet: Die Schokoriegel laufen auf dem Fließband in Richtung Verpackungsmaschine. Wenn ein Riegel durchrutscht und daher nicht in Folie verschweißt wird, landet er in einem Behälter. Die aufgefangenen Riegel werden gemahlen und als Teil der Füllung zwischen die Waffeln der neuen Produktion gegeben. Das Ergebnis: Beim Verpacken fallen so nahezu keine Lebensmittelabfälle mehr an.

## Lebensmittel
- Bruchreis, Nebenprodukt der Reiserzeugung, wird beim Mahlen und Bearbeiten durch Sieben von den ganzen Körnern getrennt, häufig als Tierfutter genutzt
- Gebäckbruch
  - Lebkuchenbruch
  - Waffelbruch, meist Abfüllungen von beschädigten gefüllten Oblatenwaffeln, seltener auch in Kombination mit Schaumwaffeln
- Kakaobohnenbruch, zerbrochene Kakaobohnen, welche dieselben Eigenschaften wie Kakaobohnen besitzen
- Königsberger Bruch, eine Marzipan-Spezialität, Bruchstücke von geflämmtem Marzipan
- Mandelbruch
- Nussbruch
- Pfefferminzbruch
- Schokoladenbruch, sowohl beschädigte Schokoladentafeln als auch Produktionsrückstände aus der Süßwarenherstellung (z. B. Guss, Fehlproduktionen)

## Andere
- Bruchstein
- Ziegelbruch